# Trump (Mops)

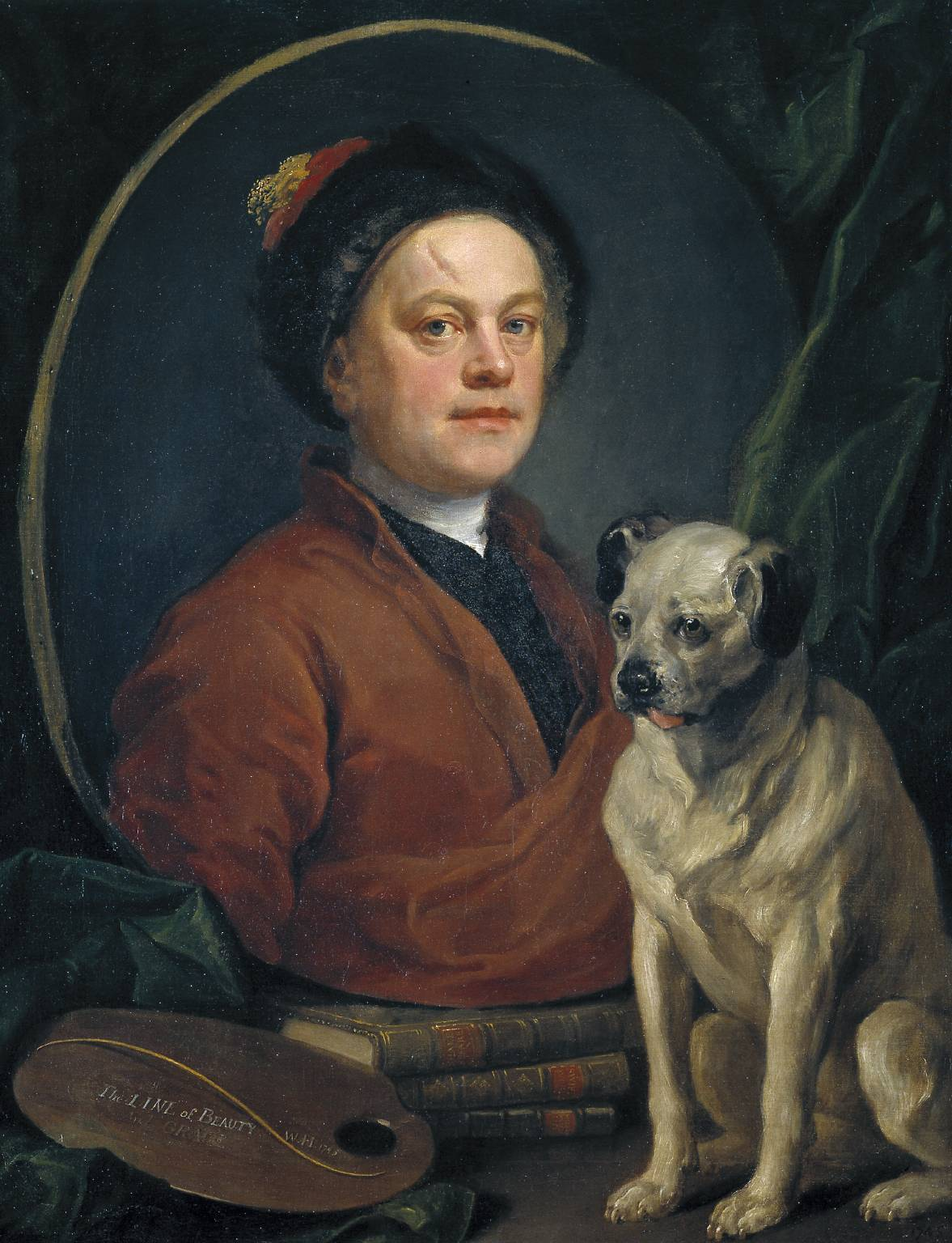
The Painter and his Pug (Der Maler und sein Mops), 1745, Tate Britain: In diesem Stillleben sitzt der Mops Trump vor dem Abbild seines Herrn, des Malers William Hogarth.

Trump (* um 1730; † nach 1745) war ein Mops und der Begleithund des englischen Malers William Hogarth, der ihn in seinem Werk verewigte. Dort, aber auch in den Werken anderer Künstler, fungiert er als Personifikation Hogarths.

## Geschichte
William Hogarth besaß mehrere Möpse. Im Jahr 1730 gehörte ihm Pugg. An dessen Stelle trat später Trump, den er um 1730/35 in dem Gruppenbild The Fountaine Family als Hundebaby und 1738 als nunmehr erwachsenes Tier in The Strode Family darstellte. In dem 1745 fertiggestellten Stillleben The Painter and his Pug (Der Maler und sein Mops) sitzt Trump als gealterter Hund neben dem Selbstporträt des Künstlers. Um das Jahr 1746 bezog Hogarth seinen Mops in die Komposition des Gruppenbildes Captain Lord George Graham in his Cabin ein. Dort sitzt er auf einem Stuhl, trägt Hogarths Perücke, hält eine Papierrolle und schaut auf ein Notenblatt. Der Bildhauer Louis-François Roubiliac, ein Freund Hogarths, schuf ein Abbild Trumps als Porträtskulptur in Ton, die in der zweiten Hälfte der 1740er Jahre in Porzellan gegossen wurde.

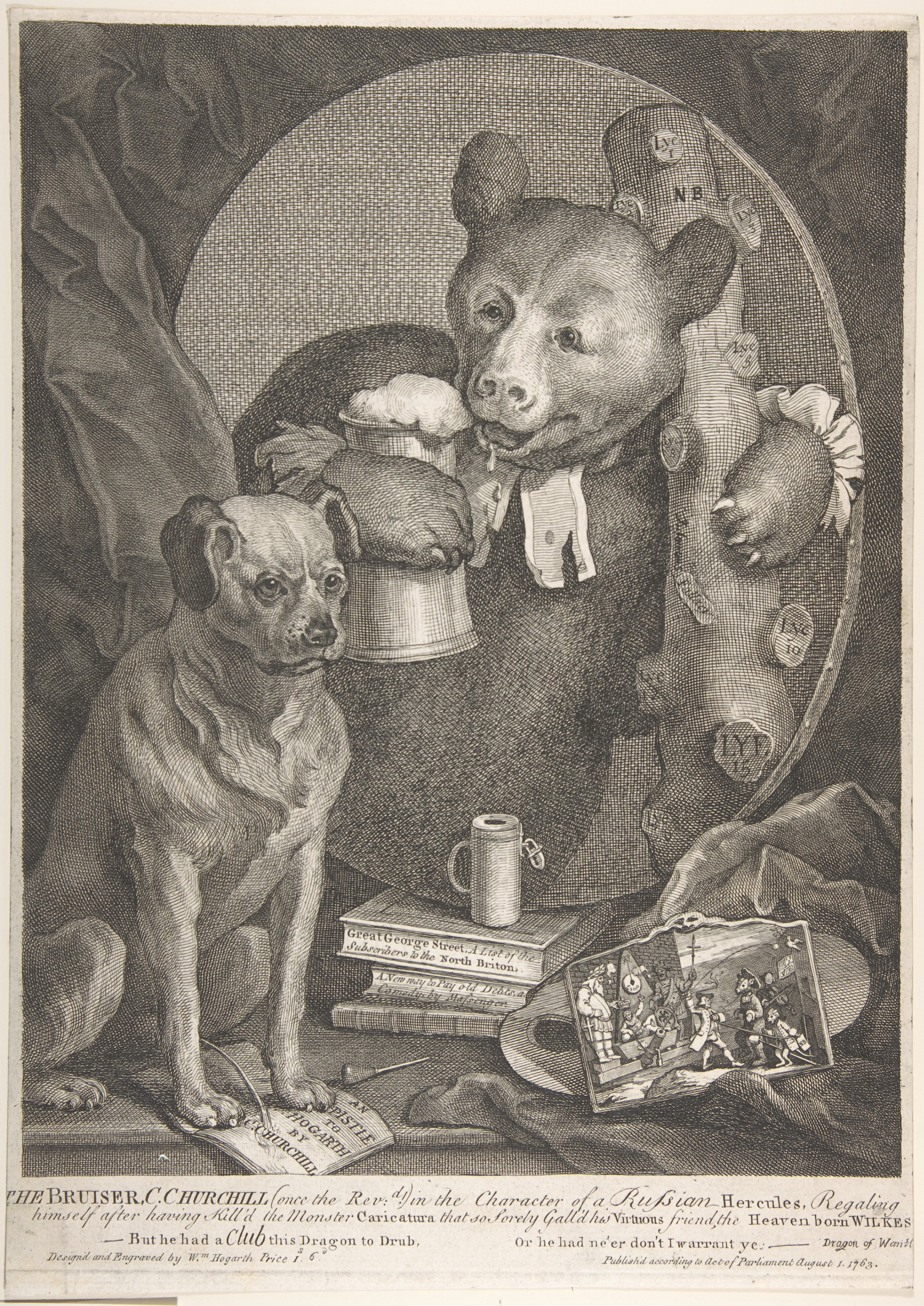
The Bruiser, 1763, Metropolitan Museum of Art

In den Bildern von Hogarth hat der Mops die Funktion, das Antlitz des Künstlers in den Gesichtszügen zu spiegeln. In satirischen Blättern Hogarths, aber auch denen anderer Künstler (wie zum Beispiel Paul Sandbys), versinnbildlicht der Mops den eigensinnigen und streitlustigen Charakter, der Herrn und Hund gemeinsam war. Trump repräsentiert Hogarth darüber hinaus als eine Art Signatur und Alter Ego. Letzteres zeigt der Stich The Bruiser aus dem Jahr 1763 besonders deutlich. Der Stich, als Paraphrase des Selbstporträts von 1745 konzipiert, war ein abschließender Kommentar Hogarths im Rahmen einer publizistischen Affäre um den Politiker und Journalisten John Wilkes, in der Hogarth mit einer Karikatur Aufsehen erregt und den Dichter Charles Churchill zur Veröffentlichung einer kritischen Epistle to William Hogarth provoziert hatte. Als Ausdruck seiner Verachtung dieser Kritik und ihres Verfassers, den er als verlotterten biersaufenden Bären mit zerrissenem Beffchen als Zeichen der Bigotterie darstellte, ließ Hogarth den Hund auf diese Schrift urinieren.
1796 erwähnte Georg Christoph Lichtenberg (1742–1799) den Mops Trump in seiner Beschreibung der Hogarthschen Kupferstichfolge A Rake’s Progress (1733–1735). Auf der fünften Platte zum Weg des Liederlichen mit dem Titel Married To An Old Maid (Verheiratet mit einer alten Jungfer) erkannte Lichtenberg „ein kleines Tête-à-Tête“: „Hogarths verewigter Mops, namens Trump (Trumpf), ein rasches Mannsbild“, sei „mit einem ältlichen Geschöpf seiner Gattung, aber verschiedenen Geschlechts, in einer geheimen Unterredung begriffen“ […].

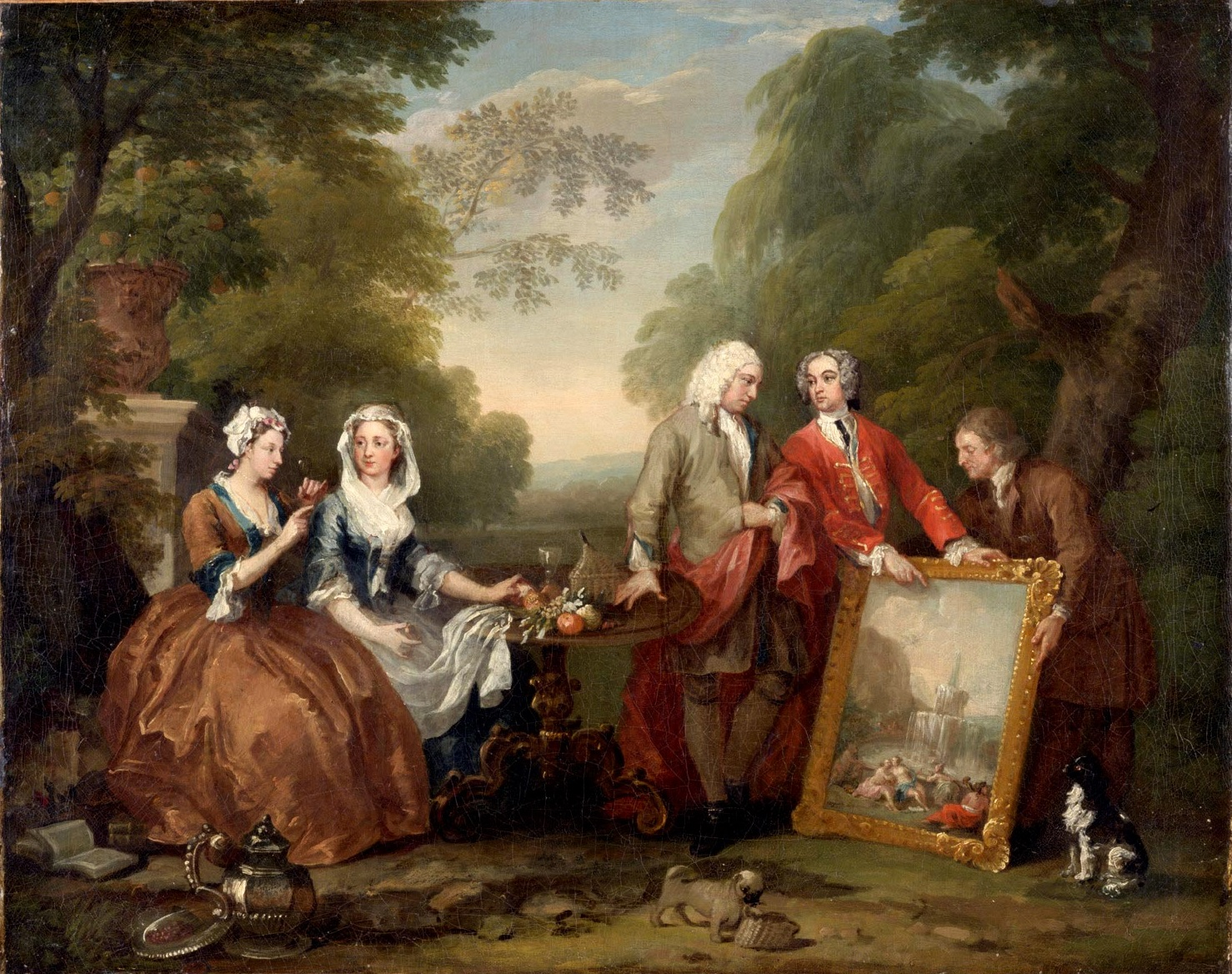
The Fountaine Family, um 1730/35, Philadelphia Museum of Art
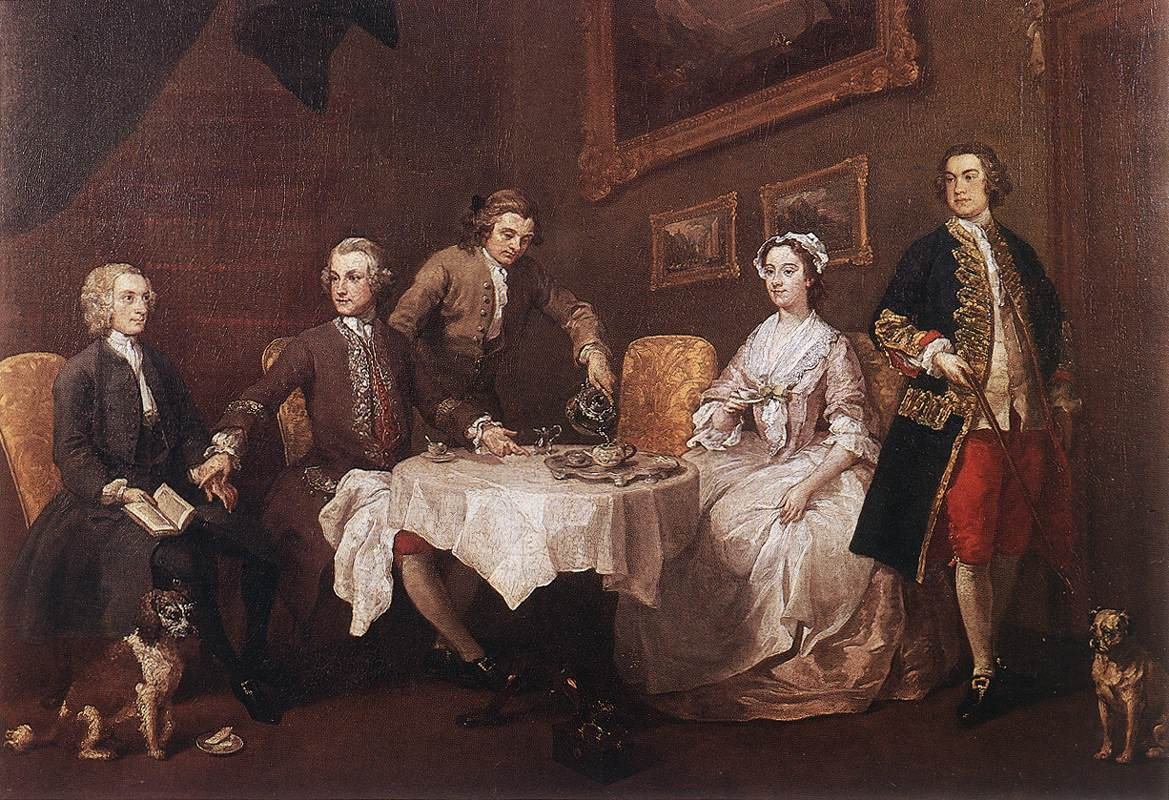
The Strode Family, 1738, Tate Britain
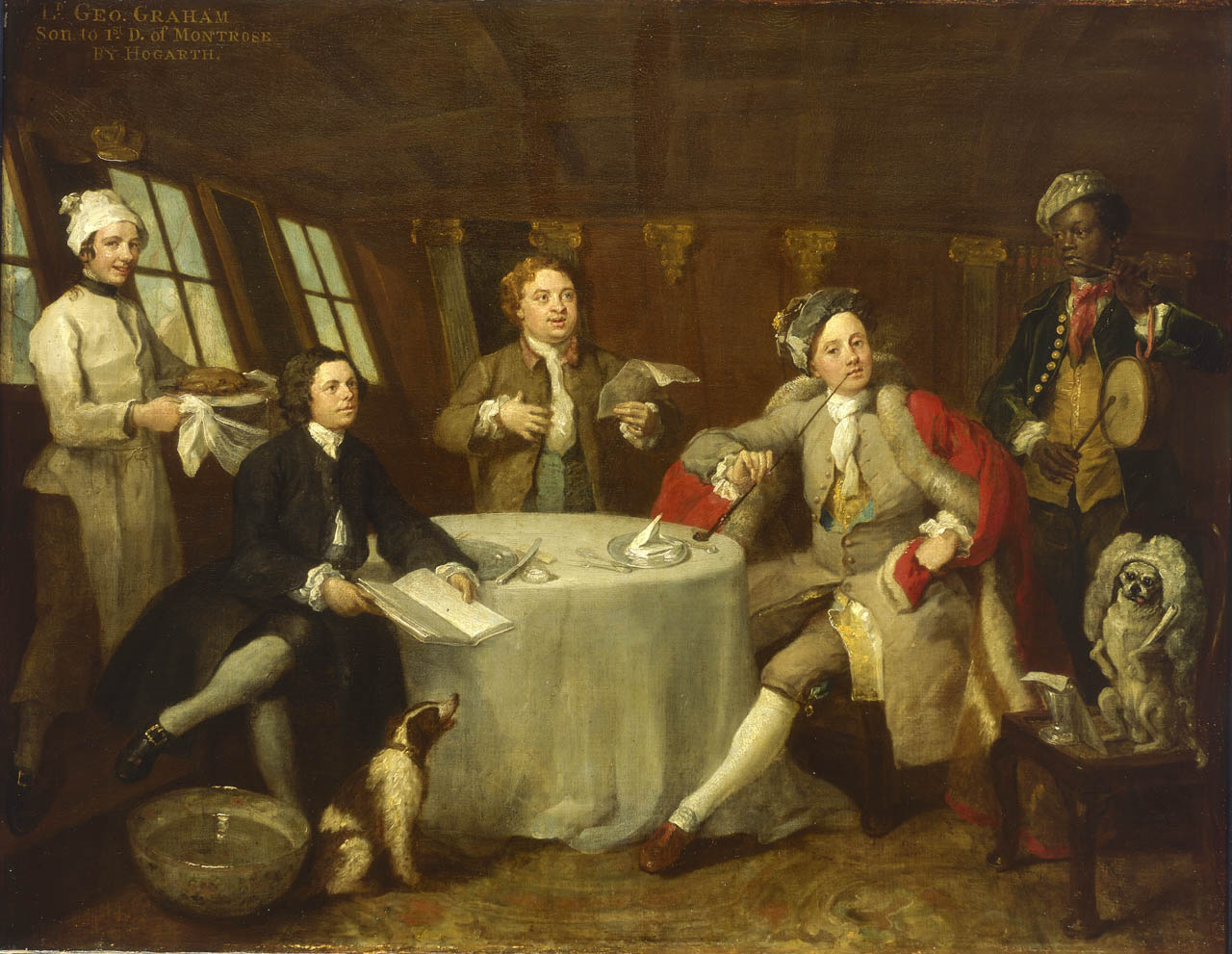
Captain Lord George Graham in his Cabin, um 1746, National Maritime Museum
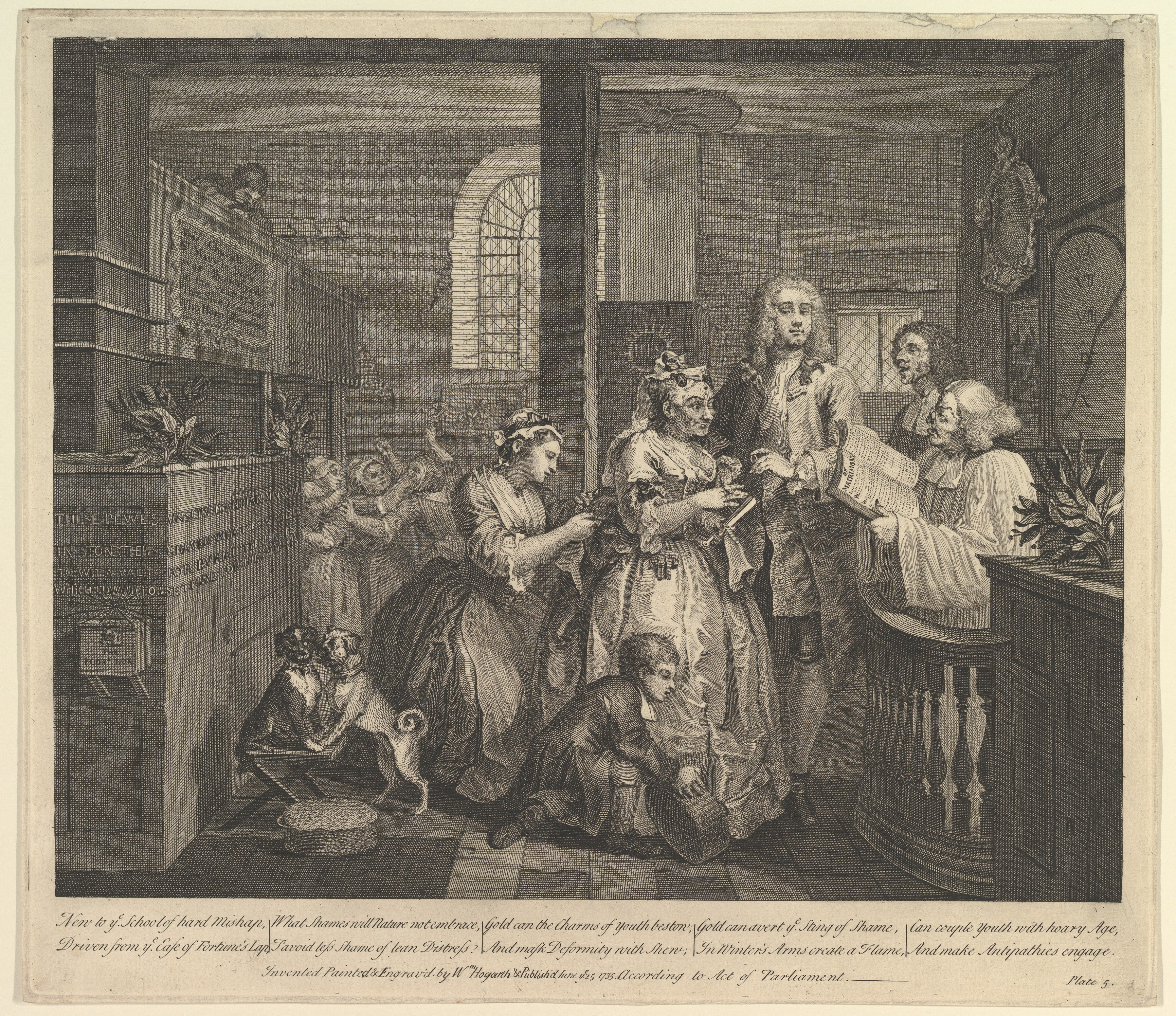
A Rake’s Progress (fünfte Platte, Kupferstich)

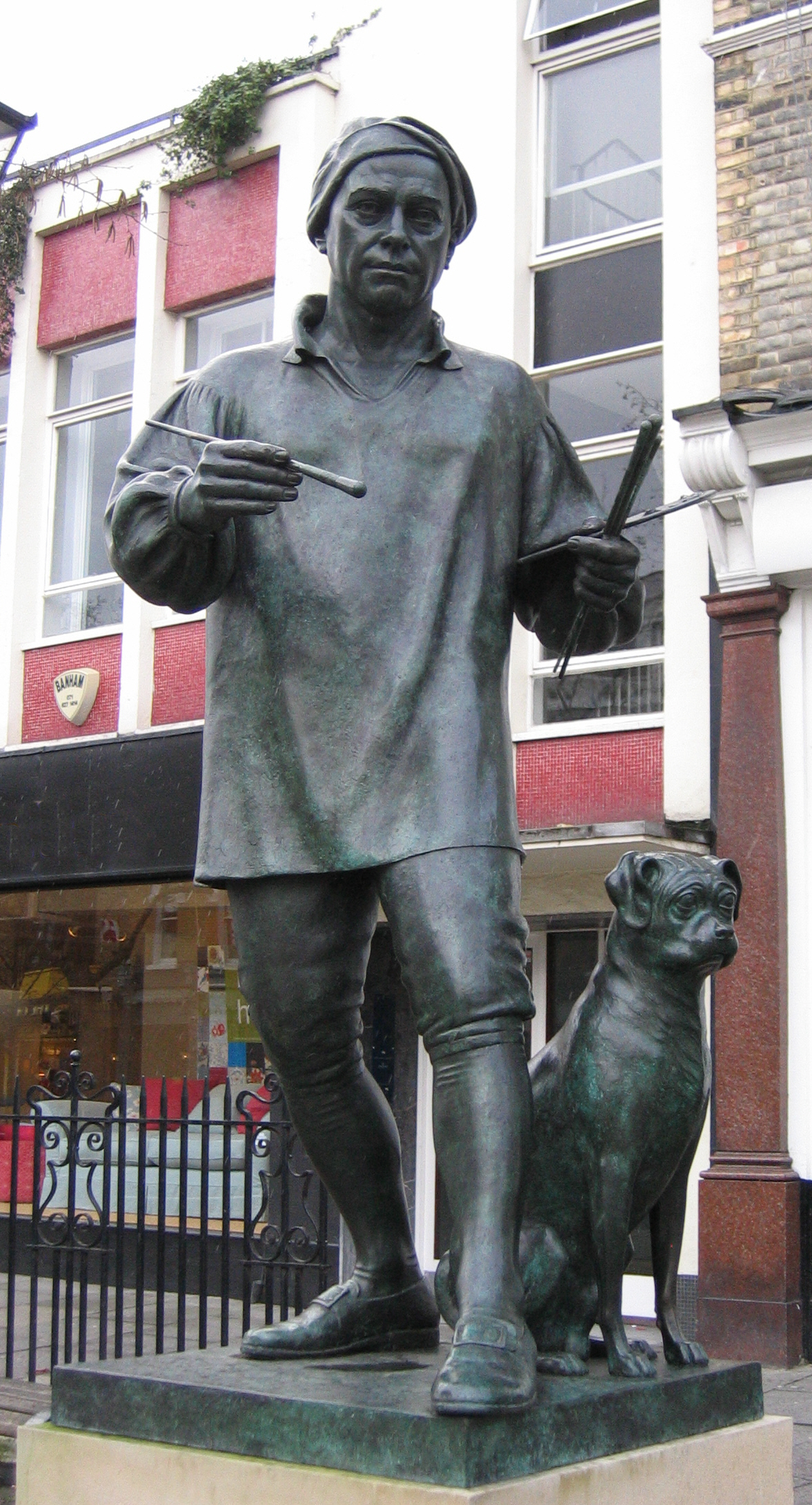
William Hogarth mit Trump, 2001, Statue des Bildhauers Jim Mathieson in London-Chiswick

2001 enthüllten Ian Hislop und David Hockney in der Chiswick High Road in London eine Bronzestatue von Jim Mathieson, die Hogarth mit Pinseln und Palette zeigt, Mops Trump zu seinen Füßen. £50,000 waren gesammelt worden, um die Statue – zunächst ohne Trump – errichten zu können. Man entschied aber kurzfristig, dass Hogarth ohne Trump nicht komplett sei, und die Stadt schoss einen Betrag von £10,000 zu, so dass Trump pünktlich zur Enthüllung neben dem Künstler auf dem Sockel sitzen konnte. Von 1749 bis zu seinem Tod 1764 hatte Hogarth in Chiswick gewohnt.